# サン＝ローラン (コート＝ダルモール県)
サン＝ローラン （Saint-Laurent、ブルトン語:Sant-Laorañs）は、フランス、ブルターニュ地域圏、コート＝ダルモール県のコミューン。

## 歴史
フランス革命時代のコミューンの名称は、ブロラン（Brolan）であった。

## 人口統計
| 1962年 | 1968年 | 1975年 | 1982年 | 1990年 | 1999年 | 2006年 | 2011年 |
| ------ | ------ | ------ | ------ | ------ | ------ | ------ | ------ |
| 393    | 333    | 330    | 361    | 437    | 418    | 409    | 502    |

参照元:1999年までEHESS、2004年以降INSEE